# Bugari u Srbiji
Bugari u Srbiji (bugarski: Българи в Сърбия) stanovnici su Srbije koji se izjašnjavaju kao pripadnici bugarske nacionalne manjine. Prema popisu iz 2022. u Srbiji je živjelo 12 918 Bugara. Prema procjenama u Srbiji živi više od 100 000 Bugara.

## Povijest
Korijeni Bugara u Srbiji datiraju još od srednjeg vijeka. U 14. stoljeću nadbiskup pećki i patrijarh srpski, a kasnije i srpski svetitelj bio je Bugarin Jefrem iz Trnova. Majka srpskoga cara Dušana bila je bugarska plemkinja Jelena Stracimir. Prema bugarskim povijesnim podacima, Bugari više stoljeća nastanjuju Pomoravlje i Timočku krajinu. Oni su sudjelovali u crkvenom, prosvjetnom i narodoslobodilačkom pokretu bugarskog naroda. Eparhije Bugarske egzarhije u 19. stoljeću uključivale su doline rijeka Nišave i Južne Morave.
Stjecanjem autonomije od Osmanskog Carstva, Kneževina Srbija je 1833. pripojila Timočku krajinu, a nakon 1878. i stjecanja neovisnosti pripojila je Ponišavlje i najveći dio Južnog Pomoravlja. Tada je započela asimilaciju tamošnjeg slavenskog stanovništva. Srbija je potom 1885. započela rat protiv Bugarske nakon ujedinjena Kneževine Bugarske i Istočne Rumelije. Srbi su doživjeli poraz u bitki kod Slivnice, a bugarska vojska ušla je u Pirot. Srbija je prisiljena na primirje, a bugarska vojska povukla se iz Pirota.
Tijekom balkanskih ratova Srbija je osvojila Vardarsku Makedoniju, a tijekom Prvog svjetskog rata 1915. Bugarska je objavila rat Srbiji i poslije mjesec dana ušla u Niš, koji je dotad bio privremena prijestolnica Srbije. Krajem rata 1918. Bugarska se morala povući iz Pomoravlja i ustupiti novoosnovanoj Kraljevini Srba, Hrvata i Slovenaca Caribrod (Dimitrovgrad), Bosilegrad i dijelove trnske, vidinske i kulske okolice.

## Demografija
U Srbiji je 2022. na popisu stanovništva bilo 12 918 Bugara, od čega su većinsko stanovništvo bili u općinama Bosilegrad (67,2 %) i Dimitrovgrad (45,6 %). Također žive u većim gradovima: Beogradu, Nišu, Vranju i Pirotu. U Vojvodini živi skupina katoličkih Banatskih Bugara, pretežno u mjestu Ivanovo kod Pančeva.
| Mjesto | Dimitrovgrad | Bosilegrad | Rajčilovci | Beograd | Niš | Željuša | Vranje | Beleš | Pirot | Ivanovo |
| 2022.  | 2375         | 1691       | 1077       | 597     | 546 | 438     | 332    | 260   | 253   | 233     |

## Položaj
U prosincu 2023. većina bugarskih zastupnika u Europskom parlamentu upozorila je institucije Europske unije na »kršenje prava i poticanje mržnje prema bugarskoj manjini u Srbiji«, kao i da »Srpska pravoslavna crkva stvara antibugarsko raspoloženje u razdoblju poslije 2008. godine«. 
Bugarski predsjednik Rumen Radev izjavio je da će glavni kriterij po kome će Bugarska suditi o naprijetku zemalja Zapadnog Balkana u pristupanju uniji i pružati podršku tom naprijetku jest upravo položaj Bugara u svakoj zemlji, a time i u Srbiji.

## Poznate ličnosti
- Jelena Bugarska, carica Srpskog Carstva
- Ana Terter, bugarska princeza i srpska kraljica
- Teodora Smilec, bugarska princeza i srpska kraljica
- Alena Mrnjavčević, srpska kraljica